# 11492 Shimose
11492 Shimose este un asteroid din centura principală de asteroizi.

## Descriere
11492 Shimose este un asteroid din centura principală de asteroizi. A fost descoperit pe 13 noiembrie 1988 la Kitami de Kin Endate și Kazuro Watanabe. Asteroidul prezintă o orbită caracterizată de o semiaxă mare de 2,41 ua, o excentricitate de 0,20 și o înclinație de 2,3° în raport cu ecliptica.